# Мортен (графство)

Графство Мортен в составе Нормандии. XII век.
Территория графства Мортен
Остальная часть герцогства Нормандия

Графство Мортен (фр. Comté de Mortain) — небольшое графство на юго-западе Нормандии в Средние века. В настоящее время его территория входит в состав департаментов Манш и Орн.

## География
Графство Мортен было расположено на юго-западной границе Нормандии к востоку от Авранша, на подступах к Бретани, и первоначально выполняло функции обороны внутренних областей страны от бретонцев. Восточные регионы позднее стали играть роль «ворот» вглубь Мэна. Административным центром являлся город Мортен. На территории графства также находились такие крепости, как Тейлейль, Таншбре и Сен-Джеймс-де-Беврон. Важное стратегическое положение графства приводило к тому, что его правителями часто становились члены семьи герцогов Нормандии. Само графство считалось вассальным по отношению к Нормандскому герцогству.

## История

### Англонормандский период
По всей видимости, первым графом Мортена был Можер, граф де Корбей, сын нормандского герцога Ричарда I и его второй жены Гунноры. В 1049—1050 годах сын Можера Гийом Герлан был изгнан из страны и лишён своих владений за участие в заговоре против герцога. В качестве нового графа де Мортена его заменил Роберт, единоутробный брат и близкий соратник Вильгельма Завоевателя, который за участие в нормандском завоевании Англии получил обширные владения за Ла-Маншем и титул графа Корнуолла. Сын Роберта де Мортена Вильгельм, однако, выступил против короля Англии и во время сражения при Таншбре 1106 года воевал на стороне нормандского герцога Роберта Куртгёза. В этой битве Вильгельм был пленён и брошен в тюрьму, а графство Мортен конфисковано королём Англии.
В составе королевского домена Мортен просуществовал недолго: уже в 1110-х годах графство было пожаловано Стефану Блуаскому, племяннику Генриха I. Когда в 1135 году Стефан был коронован королём Англии, Мортен стал его главной и фактически единственной опорой в Нормандии. Но уже в 1137 году Мортен был атакован и захвачен другим претендентом на английский престол — анжуйским графом Жоффруа Мартелом, женатым на императрице Матильде. К 1144 году анжуйцы и сторонники Матильды завоевали всю Нормандию. Борьба между Стефаном и Матильдой завершилась лишь в 1153 году подписанием Уоллингфордского договора, в соответствии с которым наследником престола Англии провозглашался сын Матильды Генрих II Плантагенет, а графство Мортен и некоторые другие земли отходили к сыну Стефана Вильгельму Булонскому. После смерти последнего в 1159 году графство вернулось в королевский домен.
В 1189 году Ричард Львиное Сердце передал графство Мортен своему младшему брату Иоанну Безземельному. Иоанн носил титул графа де Мортена до своего восшествия на английский престол в 1199 году. Но уже в 1204 году Нормандия, а вместе с ней и Мортен, были завоёваны французским королём Филиппом II Августом. С этого момента графство вошло в состав владений французской короны.

### Французский период

Графство Мортен в 1328 году
Домен короля Франции
Территория графства Мортен
Прочие вассалы короля Франции

В 1209 году король Франции Филипп II Август передал графство Мортен Рено де Даммартену, одному из наиболее влиятельных северофранцузских феодалов. Однако уже в 1211 году Рено восстал против короля и перешёл на сторону Иоанна Безземельного. Это привело к новой конфискации Мортена в 1212 году. В битве при Бувине в 1214 году Рено был пленён, брошен в тюрьму и вскоре скончался. В замках графства разместились королевские гарнизоны. В 1223 году Мортен, Омаль и некоторые другие бывшие владения Рено де Даммартена были пожалованы Филиппу Юрпелю, младшему сыну короля Филиппа II Августа, и одновременно графству Мортен был присвоен статус пэрства. Однако уже вскоре после смерти Филиппа Юрпеля, в 1235 году, решением короля Людовика VIII треть графства Мортен была возвращена наследнице Рено де Даммартена, после кончины которой в 1252 году графство вновь вернулось в королевский домен.
В 1318 году графства Мортен и Ангулем были переданы в качестве приданого за принцессу Жанну Наваррскую её мужу Филиппу д’Эврё. Это привело к вхождению Мортена в состав владений королей Наварры из линии д’Эврё, что было подтверждено франко-наваррским договором 1336 года в Вильнёв-ле-Авиньон. Тем же соглашением графство Мортен вновь получило статус пэрства. В 1344 году Мортен в составе других владений наваррской короны унаследовал король Карл Злой, один из крупнейших государственных деятелей начального периода Столетней войны. Его далёкая от лояльности политика по отношению к французскому королю Карлу V привела в конечном итоге в 1378 году к конфискации его нормандских владений. После смерти Карла Злого в 1387 году Мортен перешёл к его сыну Карлу Благородному, который, однако, пользовался титулом графа де Мортен уже с 1376—1377 годов Графство оставалось под властью Эврё-Наваррской династии до 1412 года, после чего было передано Людовику Гийенскому, сыну французского короля Карла VI, а затем Людвигу VII, брату королевы Изабеллы Баварской.

### Ланкастерское завоевание
В 1418—1419 годах Нормандия была завоёвана Ланкастерской Англией. Во главе исторических нормандских графств, в том числе и Мортена, были поставлены английские дворяне. Около 1422 года титулом графа де Мортена был пожалован Джон, герцог Бедфорд, брат короля Генриха V и регент английских владений во Франции. В рамках реорганизации системы обороны Нормандии герцог Бедфорд разрушил замок Мортен. В 1427 году титул графа был передан Эдмунду Бофору, позднее графу и герцогу Сомерсету и фавориту королевы Маргариты Анжуйской. Его потомки продолжали носить этот титул, хотя в 1449 году Нормандия была вновь занята французами.
В период английской оккупации Нормандии, короли Франции продолжали претендовать на право распоряжения нормандскими титулами. Уже в 1423 году Карл VII пожаловал титул графа де Мортен одному из своих полководцев — Жану д’Аркуру, а после его смерти в битве при Вернее в 1424 году — принцу Жану де Дюнуа.

### Французский апанаж
После восстановления французской власти в Нормандии графство Мортен было передано в апанаж Карлу Мэнскому, младшему сыну герцога Людовика II Анжуйского. В 1481 году Анжуйская династия пресеклась, и Мортен вновь вернулся в королевский домен. В 1529 году французский король Франциск I передал графство Людовику де Бурбон-Вандому, позднее герцогу де Монпансье, племяннику знаменитого полководца коннетабля Карла де Бурбона. Мортен оставался в составе владений дома герцогов де Монпансье до 1627 года, после чего перешёл к Гастону Орлеанскому, женатому на последней герцогине де Монпансье. Наконец, в 1693 году титул графа де Мортена был закреплён за Филиппом Орлеанским, младшим братом короля Людовика XIV, и передавался позднее по наследству в Орлеанской ветви дома Бурбонов до Великой французской революции.
С 1984 года титулом граф де Мортен пользуется Генрих Орлеанский, претендент на королевский престол Франции по версии орлеанистов.